# Partido de Alsacia-Lorena
El Partido de Alsacia-Lorena (en alemán: Elsäss-Lothringen Partei; también conocido como Elsässer) fue un partido político en el Imperio alemán.

## Historia
El partido participó por primera vez en las elecciones federales en 1874, ganando 15 escaños. Ganó 15 escaños en cada elección hasta 1890, cuando se redujo a 10 escaños. A medida que más alsacianos emigraron a Francia, el apoyo del partido disminuyó, y nunca ganó más de 10 escaños después de las elecciones de 1890. Cuando Alsacia-Lorena regresó a Francia después de la Primera Guerra Mundial, el partido desapareció.

## Ideología
El partido representaba las opiniones autonomistas de la población francófona de Alsacia-Lorena. Protestó contra las políticas del gobierno alemán sobre Alsacia-Lorena, los católicos y otras minorías étnicas, y con frecuencia se alió con el Partido Danés, el Partido Alemán Hannoveriano y el Partido Polaco.